# Vito & the Salutations
Vito & the Salutations è un gruppo vocale doo-wop italo/irlandese/ebreo-americano nato nel 1961 a New York.

## Storia
Vito & the Salutations hanno iniziato a eseguire le loro armonie in quattro parti mentre erano ancora al liceo, facendo pratica cantando nelle metropolitane e nelle stazioni ferroviarie. Ma non si aspettavano mai che ne sarebbe venuto fuori qualcosa, fino al contatto con una casa discografica locale che chiese loro di fare delle registrazioni. Il loro primo disco popolare, "Gloria", è stato un successo regionale. Ma Vito & the Salutations divennero famosi per un successo a sorpresa che vendette milioni di copie un anno dopo, nell'estate del 1963: registrarono "Unchained Melody", una ballata di successo del 1955 di Al Hibbler che ascoltarono all'autoradio, mentre guidavano per esibirsi in un concerto, e trasformarlo in una canzone doo-wop up-tempo. "Unchained Melody" ha raggiunto la posizione numero 66 nella hit parade di Cash Box, ed è entrata nella top ten in molte città: ad esempio, a New York City, la canzone ha raggiunto la posizione #3 nella top-40 della WABC. Il disco è stato originariamente pubblicato su Herald (H-583). Il gruppo originale era composto da: Barry Solomon, Bob DiPaolo, Bobby Mitchel e Vito Balsamo (un amico del fratello minore di Bob DiPaolo, John.) Quel gruppo si sciolse dopo il loro successo con la loro canzone Gloria. Un altro gruppo è stato formato dal loro manager Dave Rick. Quel secondo gruppo era composto da: Frankie Fox (basso baritono), Sheldon Buchansky (secondo tenore), Raymond JP Russell (primo tenore) e Vito Balsamo (solista, baritono e falsetto). Balsamo proveniva da una famiglia di immigrati: i suoi genitori erano di Palermo, in Italia, ed era cresciuto a Brooklyn, ascoltando l'opera. Ma si innamorò del rock and roll, con grande sgomento dei suoi genitori. Vito si unì a un gruppo e registrò la sua prima canzone quando aveva solo quindici anni. Il lato B di "Unchained Melody" era "Hey, Hey, Baby", un brano composto da Murray Kanner, Frankie Fox e Dave Rick. Vito & the Salutations hanno anche eseguito la loro versione di "Unchained Melody" su American Bandstand.
Il gruppo è esistito dal 1961 al 1967, con un concerto di reunion eseguito all'Hunter College nel 1971, solo Frankie e Sheldon Buchansky erano membri originali del gruppo che suonò. Il cantante principale era Vito Balsamo, che si è anche esibito con the DelVons e the Kelloggs.